# Spółgłoska uderzeniowa
Spółgłoska uderzeniowa – spółgłoska, artykulacja, której polega na zwarciu narządów mowy, od spółgłoski zwartej różni się:
- krótkim czasem trwania zwarcia
- mniejszą siła zwarcia

Spółgłoski uderzeniowe występują rzadko w językach europejskich, głównie jako allofony głoski [r]; spotykamy je natomiast na przykład w języku japońskim i językach indoaryjskich oraz drawidyjskich, także w niektórych językach australijskich i afrykańskich.

## Przykłady
Istnieją następujące spółgłoski uderzeniowe:
- wargowo-zębowa (IPA v̛) – np. w afrykańskim języku karang v̛ara – zwierzę
- dziąsłowa (IPA ɾ) – hiszpańskie r w pero – lub, w angielszczyźnie amerykańskiej tt w wyrazie better
- boczna dziąsłowa (IPA ɺ) – np. r w japońskim 心 (kokoro) – serce
- retrofleksyjna (IPA ɽ) – np. w języku hindi w wyrazie baṛā – wielki
- boczna retrofleksyjna (IPA ɺ̢) – np. w języku paszto w wyrazie ‏kṛo‎ – czynić
- nagłośniowa (brak symbolu IPA) – alofon bezdźwięcznej zwartej spółgłoski nagłośniowej w języku dahalo

Teoretycznie możliwe, ale niespotykane w żadnym języku naturalnym, są: spółgłoska uderzeniowa podniebienna, miękkopodniebienna i języczkowa.